# مصرف الإنماء
مصرف الإنماء هو مصرف سعودي يمارس الأعمال المصرفية ومقره الرئيسي مدينة الرياض، بدأ عمله في عام 2008.

## نشاط الشركة
تتمثل أغراض المصرف في مزاولة الأعمال المصرفية والاستثمارية المتوافقة مع الأحكام والضوابط الشرعية الإسلامية. لدى المصرف حالياً أكثر من 100 فرعاً للرجال والنساء منتشرة في جميع المدن الرئيسية في المملكة العربية السعودية.

## تاريخ الشركة
تأسس مصرف الإنماء، شركة مساهمة سعودية بموجب المرسوم الملكي رقم (م/15) وتاريخ 28/2/1427هـ (الموافق28/3/2006م)، وقرار مجلس الوزارء رقم (42) وتاريخ 27/2/1427هـ (الموافق27/3/2006م)، طبقاً لأحكام نظام الشركات الصادر بالمرسوم الملكي الكريم رقم (م/6) وتاريخ 22/3/1385هـ ونظام مراقبة البنوك وقرار مجلس الوزراء رقم (245) وتاريخ 26/10/1407هـ، وكذلك الأنظمة الأخرى السارية في المملكة العربية السعودية، وتتمثل أغراض المصرف في مزاولة الأعمال المصرفية والاستثمارية، المركز الرئيسي للمصرف هو مدينة الرياض.وفي العام 2023 قفزت أرباح "مصرف الإنماء" السعودي 34.5% إلى 4.8 مليار ريال (1.3 مليار دولار) بحسب إفصاح للمصرف على موقع تداول.

### الاكتتاب
تم طرح الاكتتاب فيه عام 2008 م. تم طرح 1,500,000,000 مليار وخمس مئة مليون سهم والنسب للمؤسسين كالتالي 10% صندوق الاستثمارات العامة 10% ملك للمؤسسة العامة للتقاعد و 10 % ملك للمؤسسة العامة للتأمينات الاجتماعية و 70 % ملك للمساهمين من المواطنين السعوديين.
تم رفع رأس مال البنك من 15 مليار ريال إلى 20 مليار ريال بتاريخ 15/12/2019